# Victoria (F-82)
La Victoria (F-82), es una fragata de la Armada Española de Clase Santa María, segunda de su clase y que originariamente estaba destinada a llamarse Murcia, nombre que posteriormente, fue cambiado por Pinta y finalmente por el definitivo.

## Diseño y construcción

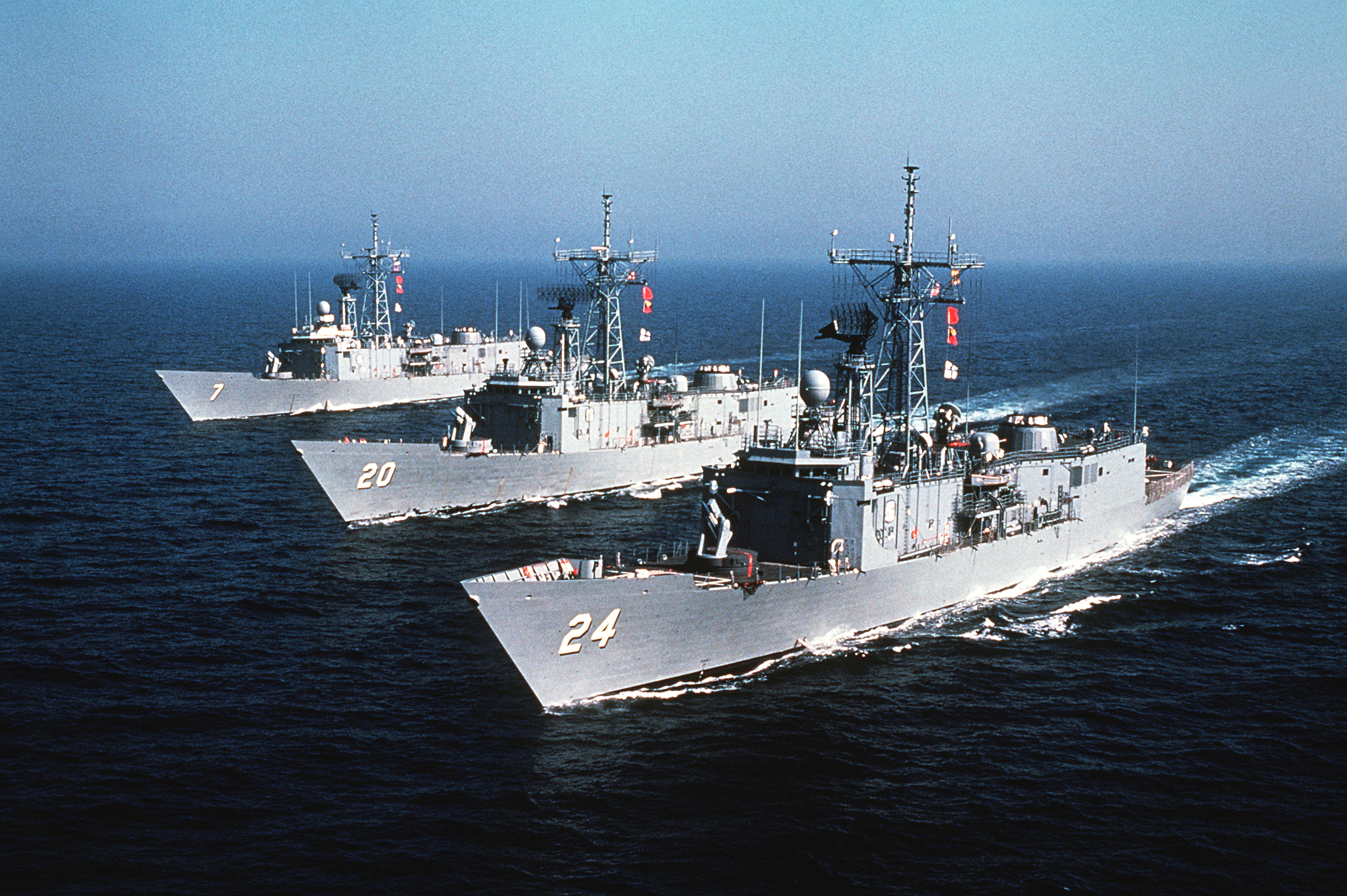
Tres fragatas estadounidenses de la clase Oliver Hazard Perry en la que se basó el diseño de la clase Santa María. Los buques son el USS Oliver Hazard Perry (FFG-7), el USS Antrim (FFG-20) y el USS Jack Williams (FFG-24). Imagen de 1982.

La clase Santa María derivada de la clase Oliver Hazard Perry, que ha sido quizá la clase más numerosa construida en Occidente después de la Segunda Guerra Mundial. Debía reemplazar a las naves de la clase Knox (en España, Clase Baleares).
Estos barcos están reforzados con aluminio en los depósitos de municiones, con acero de alta resistencia en la zona que alberga los motores y con kevlar en las estaciones electrónicas y de mando. Como defensas dispone de un sistema de tiro holandés Mk.92 que puede mantener el seguimiento de dos blancos aéreos y dos de superficie y combatir los dos aéreos, con misiles estándar, y uno de los de superficie, con el cañón otto melara, simultáneamente. Su sistema lanzador MK-13 proporciona una capacidad de almacenamiento de 40 misiles estándar antiaéreos de alcance medio y Harpoon antibuque de largo alcance, pudiendo realizar un lanzamiento cada 8 segundos. Además dispone de un cañón de 76 mm de tiro rápido y de un sistema antimisiles de fabricación española Meroka de 20 mm. Con esta configuración, la fragata estaba principalmente destinada a la lucha antiaérea y antibuque (en forma de misiles Harpoon). Para la lucha antisubmarina se la dotó de un sonar remolcado SQR-19 TACTASS y dos hangares para transportar sendos helicópteros medios SH-60 Seahawk.
Estas fragatas fueron muy populares y se exportaron o fabricaron en países como Australia, Turquía o Taiwán. En el caso español se comprobó que no eran necesarios dos hangares para helicópteros, pues solían llevar un solo aparato. Por este motivo, las Álvaro de Bazán llevan una sola puerta, destinando el espacio sobrante a otros fines.
Forma parte de la 41.ª Escuadrilla de Escoltas junto con las otras 5 fragatas de su misma clase. con esta escuadrilla, desde 1988 con el Portaaviones Príncipe de Asturias y otras unidades navales según configuración estuvo integrada en el llamado grupo alfa de la armada española, hasta la disolución del mismo en 2002, dependiendo desde entonces de forma directa del almirante de la flota. Su puerto base es la Base Naval de Rota.

## Historial de servicio
Desde la fragata Vitoria, el 27 de mayo de 1989, el Rey Juan Carlos I, paso revista en una parada naval en aguas de Barcelona a la flota. En esta parada naval, participaron entre otros el Dédalo, el Príncipe de Asturias, las fragatas Baleares, Andalucía y Extremadura, las corbetas Descubierta, Diana, Vencedora e Infanta Cristina, los submarinos Delfín y Marsopa y otras unidades menores; como representación de otros países, entre otros, acudieron el portaaviones francés Foch, el italiano Giuseppe Garibaldi, el crucero lanzamisiles estadounidense USS Belknap o la fragata portuguesa Comandante Hermenegildo Capelo

### Años 90
En 1991, fue enviada al Golfo Pérsico junto a las corbetas Infanta Elena y Vencedora tras la invasión de Kuwait por parte de Irak en misión de vigilancia y bloqueo cumpliendo mandato de la ONU. En 1992, participó junto al petrolero Mar del Norte en el embargo a Serbia, encuadrada dentro de la Fuerza Naval Permanente de la OTAN del Mediterráneo (STANAVFORLMED) Intervino durante 1997 en el ejercicio combinado UNITAS, desarrollado en aguas de Argentina. En 1999 en el Adriático dentro de la Stanavformed se agrupó en la Flotilla de la OTAN durante el conflicto de Kosovo (Strong Resolve in support to Allied Force).[cita requerida]

### Siglo XXI

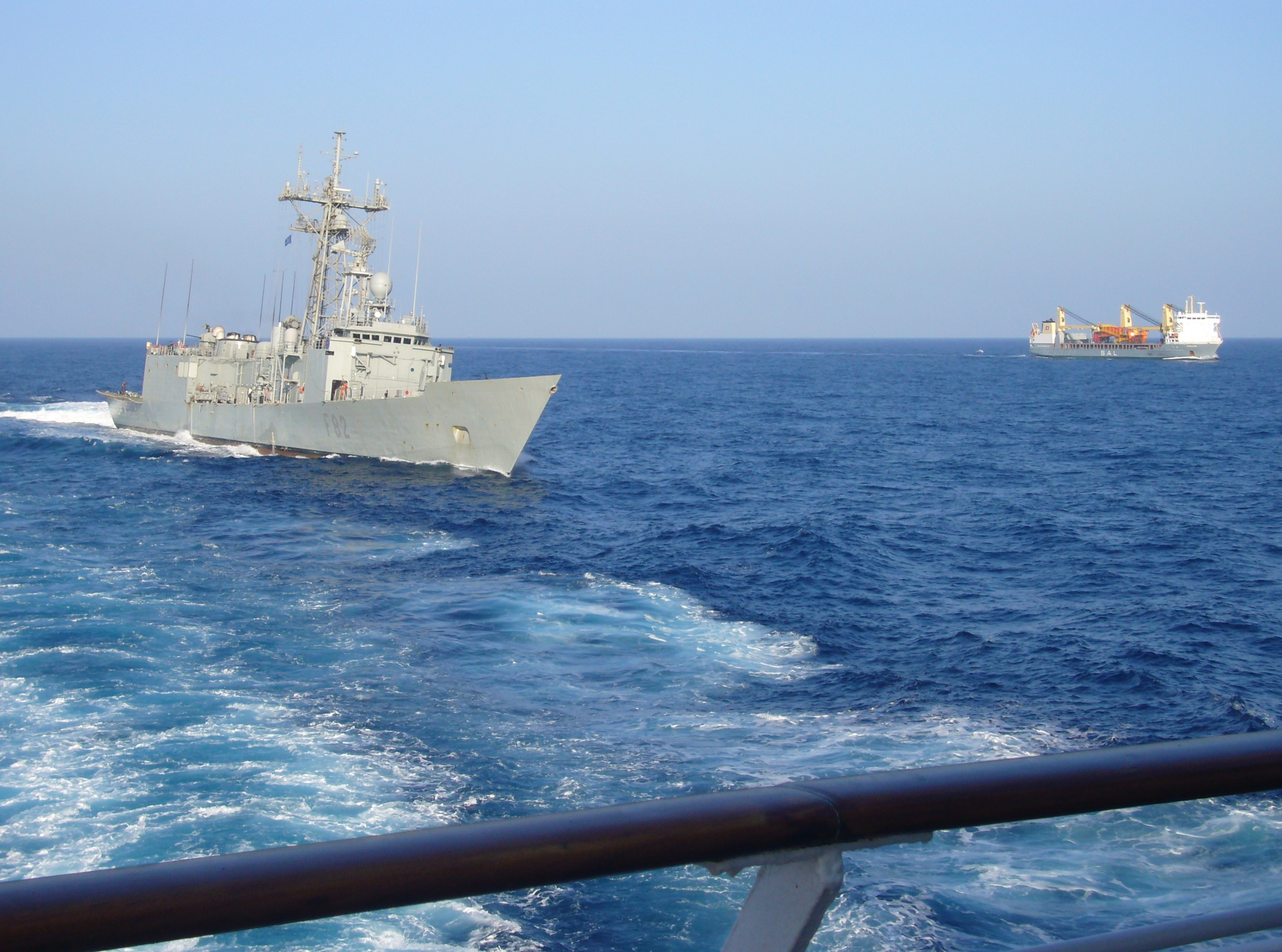
La Victoria (F-82) durante su estancia en aguas de Somalia en 2004.

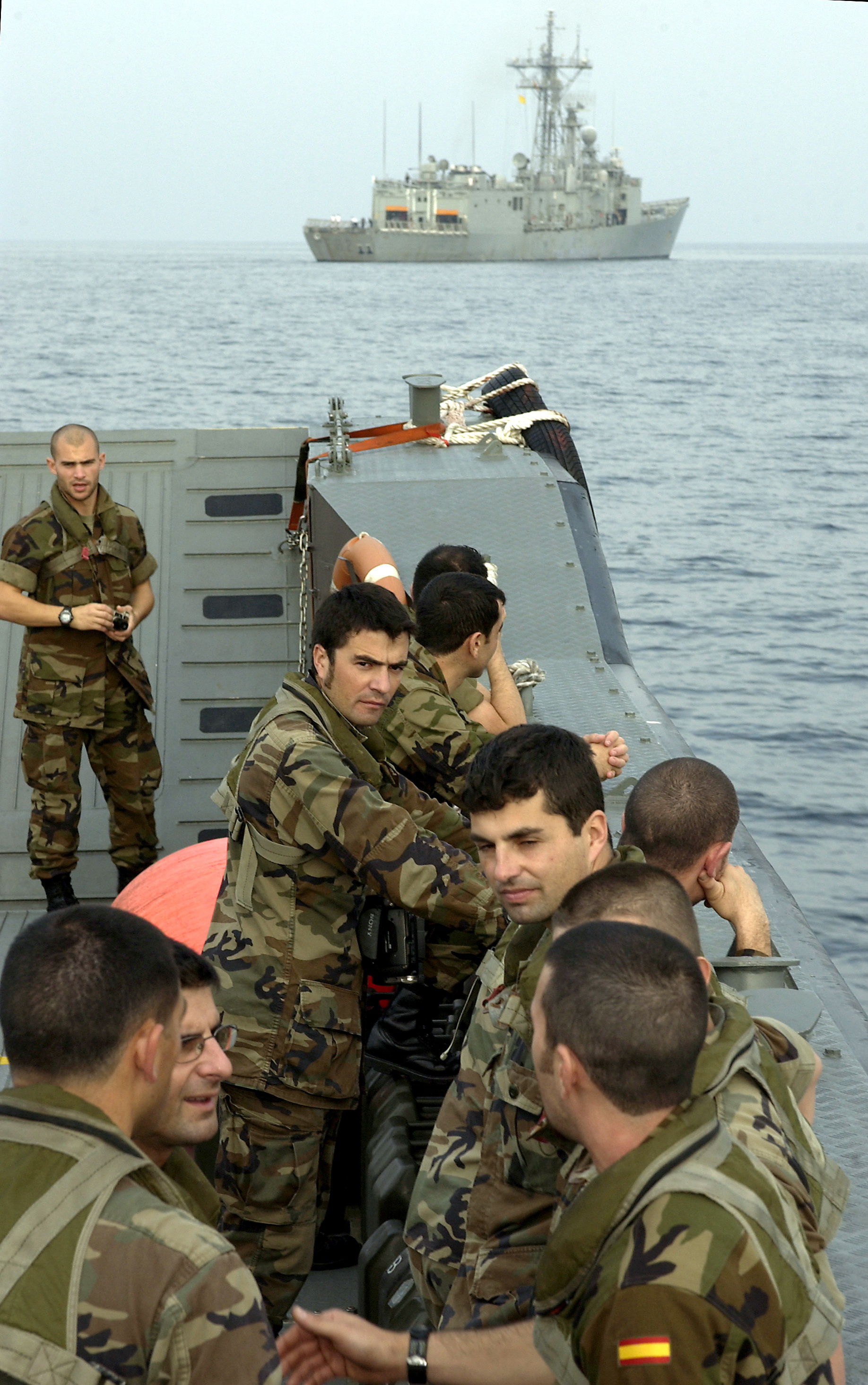
Los miembros del equipo de las Fuerzas Especiales del 19 español se acercan a la fragata Victoria (F 82) en una lancha de desembarco Utility (LCU). Las unidades de la Armada española son parte de una fuerza de coalición de 15 naciones liderada por Estados Unidos que participa en el ejercicio multinacional Sea Sabre 2004.

Entre enero y junio de 2001 la Vitoria estuvo integrada en la Fuerza Naval Permanente de la OTAN del Atlántico (STANAVFORLANT) junto a buques norteamericanos, canadienses, holandeses, alemanes, daneses y portugueses. En ese periodo, se hicieron pruebas de lanzamiento de torpedos, maniobras de intercepción antiaérea, de caza antisubmarina contra un submarino nuclear de clase Los Angeles, se simuló un desembarco anfibio en una isla con el fin de ayudar a los habitantes, que acababan de sufrir una catástrofe natural. Durante su permanencia en la STANAVFORLANT la fragata Victoria tocó los puertos de São Miguel, Estación Naval Roosevelt Roads en Puerto Rico, Aruba, Curaçao, Cabo Cañaveral, Jacksonville, Plymouth y Lisboa[cita requerida].
A mediados de 2002, junto con el petrolero Marqués de la Ensenada, y la fragata de su misma clase Santa María, participó en aguas del golfo Pérsico en tareas de la operación libertad duradera, recibiendo el 2 de junio de 2002 la visita a bordo del entonces ministro de defensa Federico Trillo También con la STANAVFORLANT, participó en el año 2003 en la operación Active Endeavour en apoyo de la operación Libertad Duradera en aguas del Estrecho de Gibraltar. En el año 2004, junto con el Patiño, participó en las maniobras Unitas 2004
En 2008, junto con la Fragata Numancia y el LST Pizarro tomó parte en el Crucero Escuela Naval Militar 2008, encuadrado en los Planes de Estudio de la Escuela Naval Militar. En el transcurso de las cuales, participó en las maniobras de la OTAN Swordfish 08 en aguas de Portugal junto a buques de Brasil, Marruecos, Reino Unido Portugal y Canadá.
Tras recibir la autorización del congreso de los diputados, zarpó el 23 de enero de 2009 de la base de Rota con rumbo a aguas de Somalia para participar en la operación Atalanta, de la Unión Europea, de lucha contra la piratería en aquellas aguas. Para esta misión, la fragata, fue específicamente modificada para la "Guerra asimétrica", motivo por el cual, se le añadieron cubiertas blindadas de 127 mm de espesor y varias ametralladoras para incrementar su defensa a corto alcance. En el transcurso de esta misión, detuvo un esquife con siete piratas somalís a bordo, que previamente, había atacado la petrolero de la Deustche marine Spessart que también formaba parte de la fuerza naval desplegada por la Unión Europea. El 6 de abril de 2009, fue relevada por la fragata Numancia y el petrolero de flota Marqués de la Ensenada Entre el 7 y el 8 de noviembre, participó junto con la Numancia en unos ejercicios antiaéreos en aguas del golfo de Cádiz, en la que ambas fragatas, realizaron disparos reales de misiles antiaéreos de alcance medio sobre blancos aéreos teledirigidos Chukar III
El 26 de marzo de 2010, volvió a zarpar desde la base naval de Rota con rumbo a aguas de Somalia, para relevar a la fragata Navarra en la operación Atalanta de la Unión Europea para la lucha contra la piratería. A mediados de abril, Inerceptó una ballenera, que presuntamente, era utilizado como buque nodriza por los piratas. Tras registrar la embarcación y ante las evidencias halladas, se trasladó a la tripulación a la costa de Somalia y se procedió a destruir y hundir la ballenera. El 25 de abril, destruyó a otra ballenera usada que también era presuntamente utilizada como buque nodriza para actos de piratería, esta vez, ccerca de las costas de Somalia, en el marco de la Focus Operation para controlar y vigilar los puertos desde donde actúan los piratas El 7 de mayo de 2010, proporcionó escolta al Galeón Andalucía, réplica de un galeón del siglo XVII-XVIII, fletado por la Fundación Nao Victoria y la Junta de Andalucía, en su tránsito hacía el Golfo de Aden, y 3 de agosto, frustró un ataque de piratas somalíes contra un buque noruego. Finalmente, retornó a su base de Rota el 22 de agosto de 2010.
A mediados de octubre de 2014 participó en aguas de Cartagena en el ejercicio de la OTAN Noble Mariner-14 junto a otros 24 buques de superficie, 6 submarinos de 16 países.
El 6 de octubre se incorporó a la vigésimo primera rotación de la operación Atalanta de lucha contra la piratería en aguas del índico, donde dio relevo al Galicia y en la que permaneció hasta el 22 de febrero de 2016 tras ser relevada por el Tornado.
A finales de 2019 se sustituyeron las ametralladoras Browning M2 de 12,7 mm por torres Sentinel 2.0 del mismo calibre operados por control remoto de la empresa Escribano, siendo el primero de los buques de la Armada Española en recibir estos montajes, de los que se adquirieron un total de 34.
En diciembre de 2023 vigilaba al buque mercante búlgaro MV Ruen secuestrado por piratas en el Índico.

### Buques de la clase
- Santa María
- Numancia
- Reina Sofía
- Navarra
- Canarias

### Buques similares
- Clase Oliver Hazard Perry
- Clase Adelaida
- Clase Cheng Kung